# پورسپوده
پورسپوده (به فرانسوی: Porspoder) یک کمون (فرانسه) در فرانسه است که در فینیستر واقع شده‌است. پورسپوده ۱۱٫۲۹ کیلومتر مربع مساحت دارد.